# Le Grand Tour
Pour les articles homonymes, voir Grand tour.
Le Grand Tour est une émission de télévision documentaire française diffusée de 2012 à 2014 sur France 3 et présentée par Patrick de Carolis.

## Concept
L'émission est diffusée en prime-time le mercredi soir sur France 3.

## Diffusion
Le premier épisode a été diffusé le 4 avril 2012 sur France 3, six épisodes composent la première saison du Grand Tour (2012-2013). La troisième saison est en cours.
L'audience moyenne est de 2,7 millions de téléspectateurs et 10,7 % de part d'audience.
| Épisode | Pays / Villes                                                | Diffusion        | Téléspectateurs* | Part d'audience* |
| ------- | ------------------------------------------------------------ | ---------------- | ---------------- | ---------------- |
| 1       | Naples, Bahreïn, Écosse, New York                            | 4 avril 2012     | 3,06 millions    | 11,8 %           |
| 2       | Japon, Espagne, Pérou                                        | 3 octobre 2012   | 2,06 millions    | 8,2 %            |
| 3       | Istanbul, Vienne, Buenos Aires                               | 12 décembre 2012 | 3,04 millions    | 11,9 %           |
| 4       | Venise, Brésil, Versailles                                   | 30 janvier 2013  | 2,63 millions    | 10,3 %           |
| 5       | Inde, Amsterdam, Paris                                       | 3 avril 2013     | 2,45 millions    | 9,6 %            |
| 6       | Florence, France, Cracovie                                   | 12 juin 2013     | 2,9 millions     | 11,4 %           |
| 7       | Grèce                                                        | 16 octobre 2013  | 2,9 millions     | 11,4 %           |
| 8       | Londres, Saint-Pétersbourg                                   | 20 novembre 2013 | 2,904 millions   | 11,1 %           |
| 9       | Québec, Louisiane                                            | 19 février 2014  | 2,827 millions   | 11,7 %           |
| 10      | Du royaume de Siam aux temples d'Angkor, Thaïlande, Cambodge | 16 avril 2014    | 2,2 millions     | 9,5 %            |
| 11      | Saint-Louis au Sénégal, Canton en Chine, Pondichéry en Inde  | 28 mai 2014      | 2,093 millions   | 8,9 %            |
| 12      | Norvège, Normandie, Sicile                                   | 15 octobre 2014  | 2,646 millions   | 10,8 %           |
| 13      | Espagne, Portugal                                            | 10 décembre 2014 | 2,5 millions     | 9,8 %            |

*Audience réalisée lors de la première diffusion de chaque émission sur France 3.

## Critiques
En novembre 2013, Le Figaro note : « Excellente idée que ce magazine calqué sur le grand tour d'Europe qu'effectuaient les jeunes gens bien nés au XVIIIe siècle pour approfondir leurs connaissances de l'histoire et des arts. Patrick de Carolis est un guide motivé et motivant, élégant et authentique. Il prend un grand plaisir à écrire, coréaliser et présenter cette émission. Et nous avec. »

## Arrêt de la production
Patrick de Carolis décide de suspendre ses activités au sein de France 3 en 2014, y compris la présentation et la production du Grand Tour.